# Lidija Ginzboerg
Lidija Jakovlevna Ginzboerg (Russisch: Ли́дия Я́ковлевна Ги́нзбург) (Odessa, 18 maart 1902 – Sint-Petersburg, 17 juli 1990) was een Russisch-Joods literatuurcritica en schrijfster.

## Leven en werk
Ginzboerg bracht haar jeugd door in Odessa, aan de Zwarte Zee Ze verhuisde op 22-jarige leeftijd naar Leningrad, ging kunstgeschiedenis studeren en kwam daar in contact met de literaire avant-garde. Ze raakte bevriend met Joeri Tynjanov en Boris Eichenbaum, vooraanstaande vertegenwoordigers van het Russisch formalisme, en deed vanuit die achtergrond een aantal taalkundige studies naar memoires, brieven en andere ego-documenten, onder andere van Marcel Proust, Aleksandr Poesjkin en Lev Tolstoj.
Vanaf de jaren dertig raakte Ginzboerg in onmin met de censuur en hoewel ze de 'Grote Zuivering' en later de anti-Joodse campagne overleefde kreeg ze haar artikelen niet meer gepubliceerd. Na de perestrojka konden haar belangrijkste theoretische werken in druk verschijnen. In die periode verschenen ook een aantal prozawerken van haar hand, die haar snel internationale bekendheid verschaften. In 1987 zag de novelle Omsingeld; notities van een belegerde het daglicht: een indringende beschrijving van het beleg van Leningrad en het denken en handelen van mensen in extreme omstandigheden, vanuit haar eigen ervaringen. Omsingeld werd in het Nederlands vertaald door Jan Robert Braat, met een nawoord van Kees Verheul. Ook haar later verschenen novellen Terug naar het uitgangspunt en Een dwaling van de wil werden in het Nederlands vertaald.